# Poëziecartouches

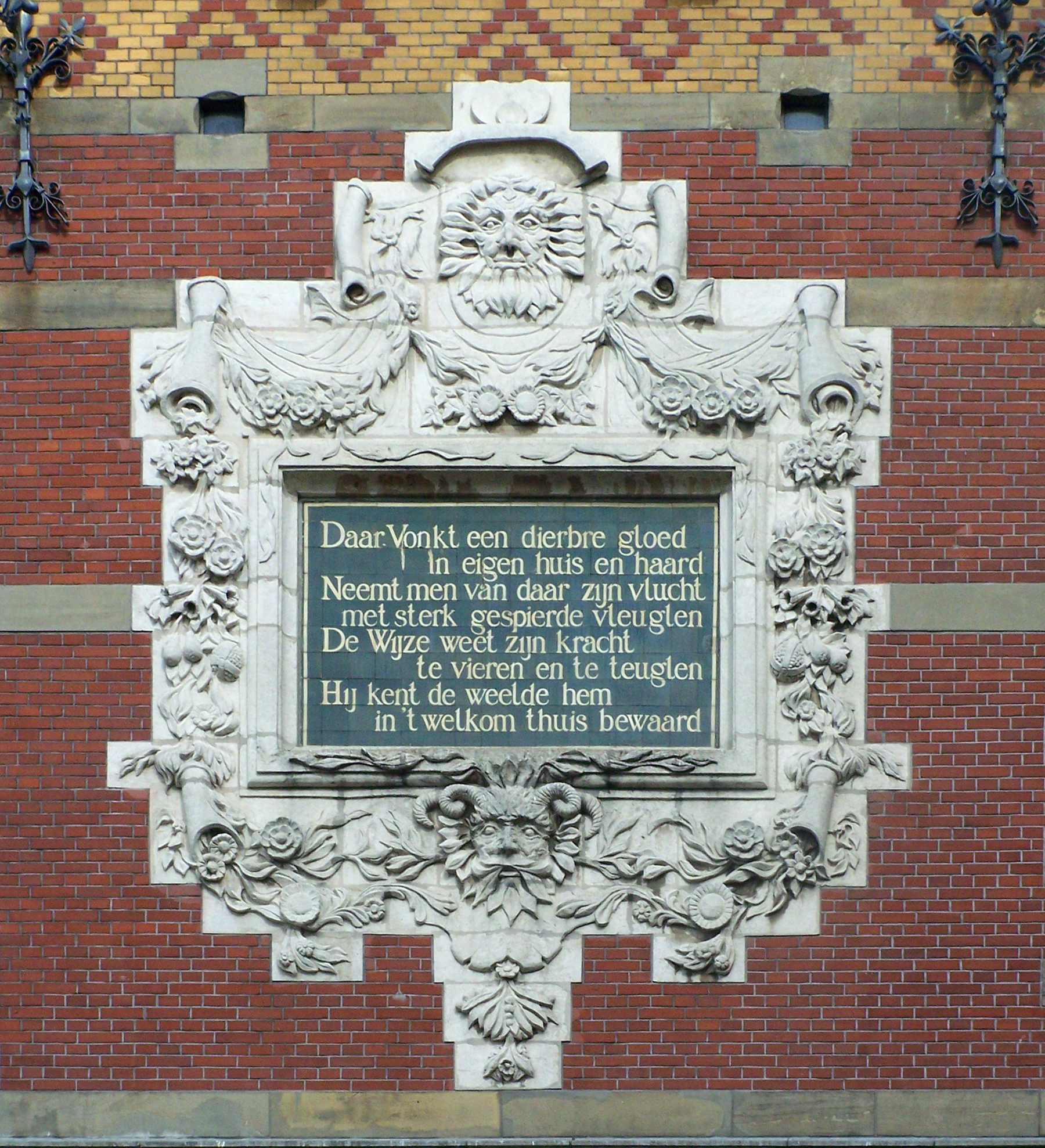
Cartouche thuiskomst (augustus 2008)

De Poëziecartouches zijn twee artistieke kunstwerken in Amsterdam-Centrum.

## Beelden
De twee cartouches bevinden zich in de zijgevels van het koninklijk paviljoen, dat aan de oostelijk zijde van het Station Amsterdam Centraal is gepositioneerd. Die gevel is verder geornamenteerd door middel van onder meer Vijf stadia van een reis en het Alliantiewapen Oranje-Nassau en Waldeck-Pyrmont.
De cartouches zijn gemaakt voor de Maatschappij tot Exploitatie van Staatsspoorwegen. In het rechthoekige schild van beide cartouches worden teksten van Joseph Alberdingk Thijm weergegeven, die terugvoeren op reizen. De schrijver was de broer van Antoinette Alberdingk Thijm, vrouw van de architect Pierre Cuypers van het stationsgebouw. Joseph adviseerde Cuypers bij de decoraties van het gebouw.   
Rondom de schilden bevinden zich de hardstenen reliëflijsten in neorenaissancestijl door Eduard Roskam gemaakt in zijn atelier in Leuven. Boven en onder het gedicht bevinden zich groteske koppen, waarvan de onderste hoornen heeft. De koppen zijn verbonden door festoenen met bloemen en vruchten.

## Teksten
De tekst op de westgevel geven gevoelens weer van reislust:
Bezoekt fortuin somtijds
ook hem die stille zit
De veerkracht van den geest 
drijft ons naar vreemde landen
Zoo sluiten volk met volk
hun vruchtbre broederbanden
Rust roest geen spreekwoord
gaat zoo zeker door als dit.
De tekst aan de oostgevel is gericht op thuiskomst:
Daar onkt een dierbre gloed
in eigen huis en haard
Neemt men van daar zijn vlucht
met sterk gespierde vleuglen
De wijze weet zijn kracht
te vieren en te teuglen
Hij kent de weelde hem
in ’t welkom thuis bewaard.